# Neuropatía hereditaria con susceptibilidad a parálisis por presión
Neuropatía hereditaria con susceptibilidad a la parálisis por presión (NHPP) o neuropatía tomacular es una neuropatía periférica, un desorden que comprende a los nervios. NHPP es un desorden nervioso que afecta los nervios periféricos. La presión de los nervios puede causar sensación de "hormigueo", entumecimiento, dolor, debilidad, atrofia muscular, e incluso parálisis del área afectada. En personas sanas estos síntomas desaparecen rápidamente, pero para quienes sufren de NHPP tan solo un poco de presión puede causar que estos síntomas aparezcan. La parálisis puede durar de minutos a días o semanas e incluso meses.
Los síntomas pueden variar de acuerdo a la persona, algunos individuos presentan problemas menores, mientras que otros sufren de  incomodidad y discapacidad severa. En la mayoría de los casos los síntomas son lo suficientemente leves para pasar desapercibidos. El tiempo periodo entre los episodios es conocido por variar entre los individuos. No se ha encontrado que NHPP haya afectado la esperanza de vida, aunque en algunos casos se ha notado una disminución en la calidad de vida.
Algunas víctimas de NHPP (10-15%) reportan múltiples dolores incrementando en severidad con una progresión de la enfermedad. El nervio más comúnmente afectado es el nervio peroneo común en la cabeza de peroné (pierna y pies), el nervio ulnar en el codo (brazo) y el nervio mediano en la muñeca (palma, pulgares y dedos), pero cualquier nervio periférico se puede ver afectado. NHPP forma parte de un grupo de neuropatías hereditarias motoras y sensitivas (HMSN) y se vincula con Síndrome de Charcot–Marie–Tooth (CMT).[cita requerida]

## Síntomas/signos
Entre los signos y síntomas de la neuropatía hereditaria con susceptibilidad a la parálisis por presión se encuentran los siguientes (distintos síntomas son causados por diferentes nervios, tales como caída del pie causado por nervio peroneo común):
- Pie cavo (menos frecuente)[3]
- Fibromialgia[1]
- Debilidad muscular[4]
- Caída del pie[5]
- Entumecimiento en dedos[5]
- Debilidad en brazo[4]

## Causas

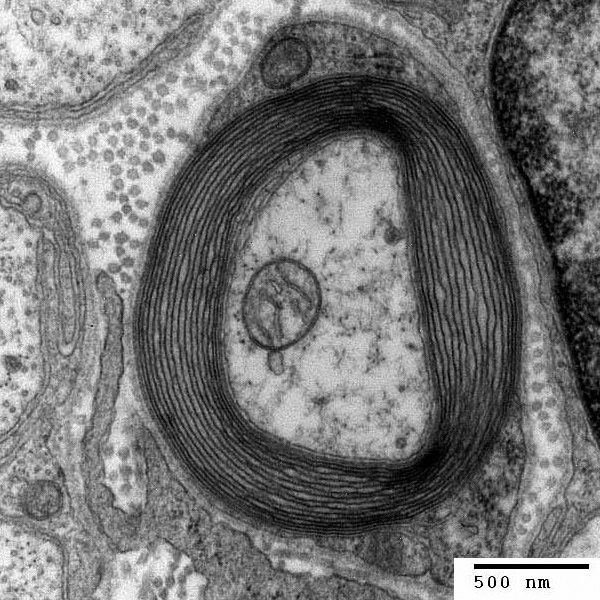
Neurón mielinado.

Neuropatía Hereditaria con susceptibilidad a la parálisis por compresión es una enfermedad autosómica genéticamente dominante (lo que significa que un padre debe ser portador). Alguna mutación en una de las copias del gen PMP-22 (Proteína de mielina periférica 22, 17p11.2) genera que la proteína de mielina periférica cause Haploinsuficiencia, donde la actividad del gen normal es insuficiente para compensar la pérdida de la función del otro gen.

### Biología molecular/genética

El gen de proteína de mielina periférica 22 conlleva un 5% de mielina PNS, localizado en el  cromosoma locus 17p12
La vinculación con el Síndrome de Charcot-Marie-Tooth tipo A1 ha sido encontrado en Gly94fsX222 (c.281_282insG), debido a una mutación genética de PMP 22 que ocurre en una minoría de los casos en la neuropatía hereditaria con susceptibilidad a la parálisis por compresión. La mutación genética desatinada y en sitio de empalme ha sido atribuido a NHPP.

## Diagnóstico
En términos al diagnóstico de NHPP midiendo la velocidad de conducción nerviosa puede indicar la presencia de este padecimiento. Otros métodos a través de los cuales se puede asegurar el diagnóstico de la neuropatía hereditaria con susceptibilidad a la presión son:
- Antecedentes familiares
- Examen genético

- Proband
- Panel multi-gen

- Exploración física (carencia de reflejo en el tobillo)

## Tratamiento

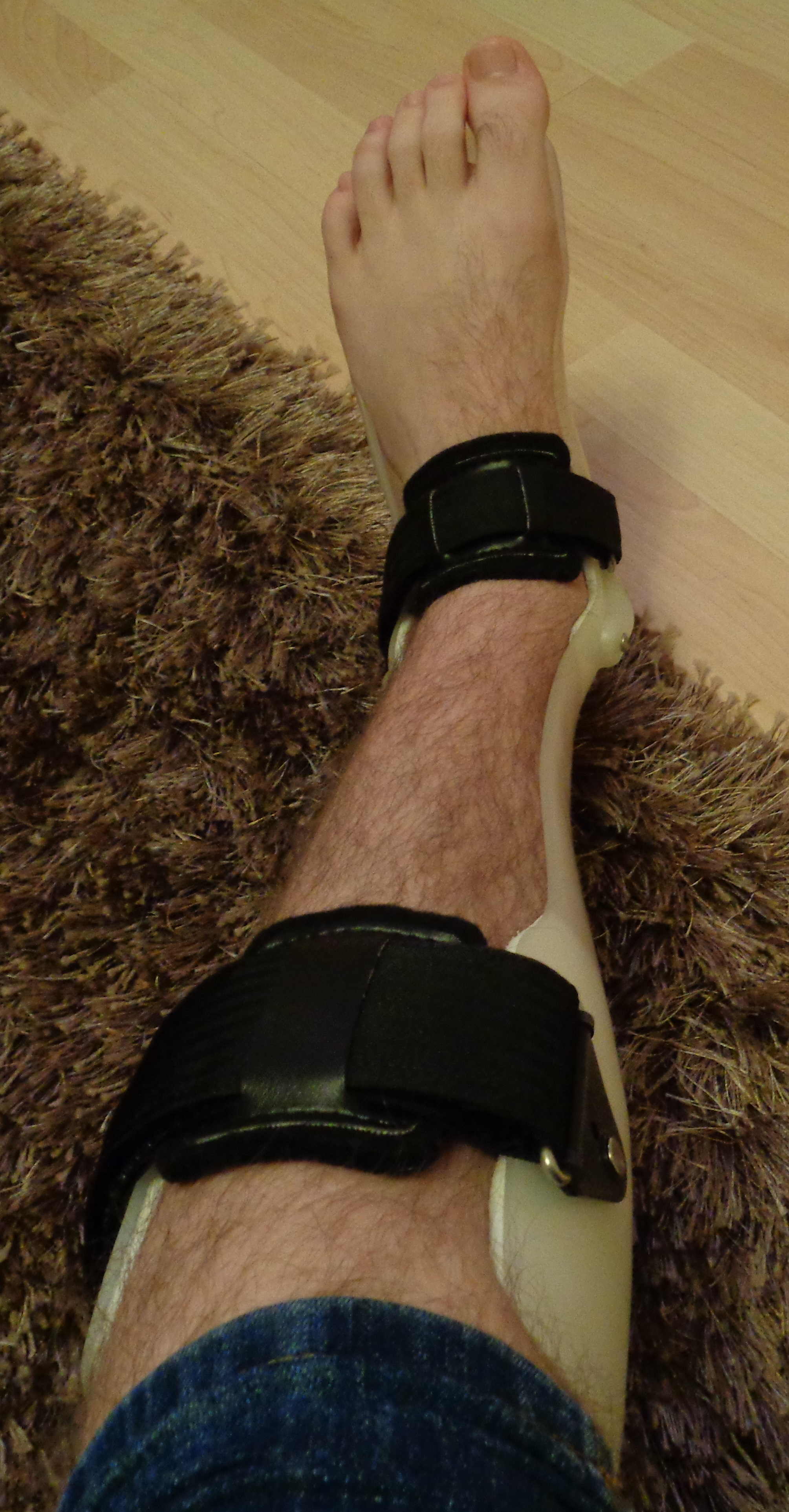
Ortesis en pie y tobillo.

Por el momento no existe ningún tratamiento disponible, sin embargo el manejo de esta neuropatía hereditaria con susceptibilidad a la parálisis por presión se puede realizar a través de:
- Terapeuta ocupacional
- Tobillo/pie Ortesis
- Muñeca férula (medicina)
- Evitar movimientos repetitivos

## Historia
Trastornos hereditarios del SNP fueron descritos en su primera vez por Charcot, Marie y Tooth (1886). De Jong (1947) descrbió en su primera instancia a la NHPP en una familia Holandesa. Dyck y Lambert (1968) revelaron estudios de conducción nerviosa y Chance et al. (1993) detectó la supresión del cromosoma en la mayoría de los individuos con la condición de NHPP.